# Chruślice (Nowy Sącz)

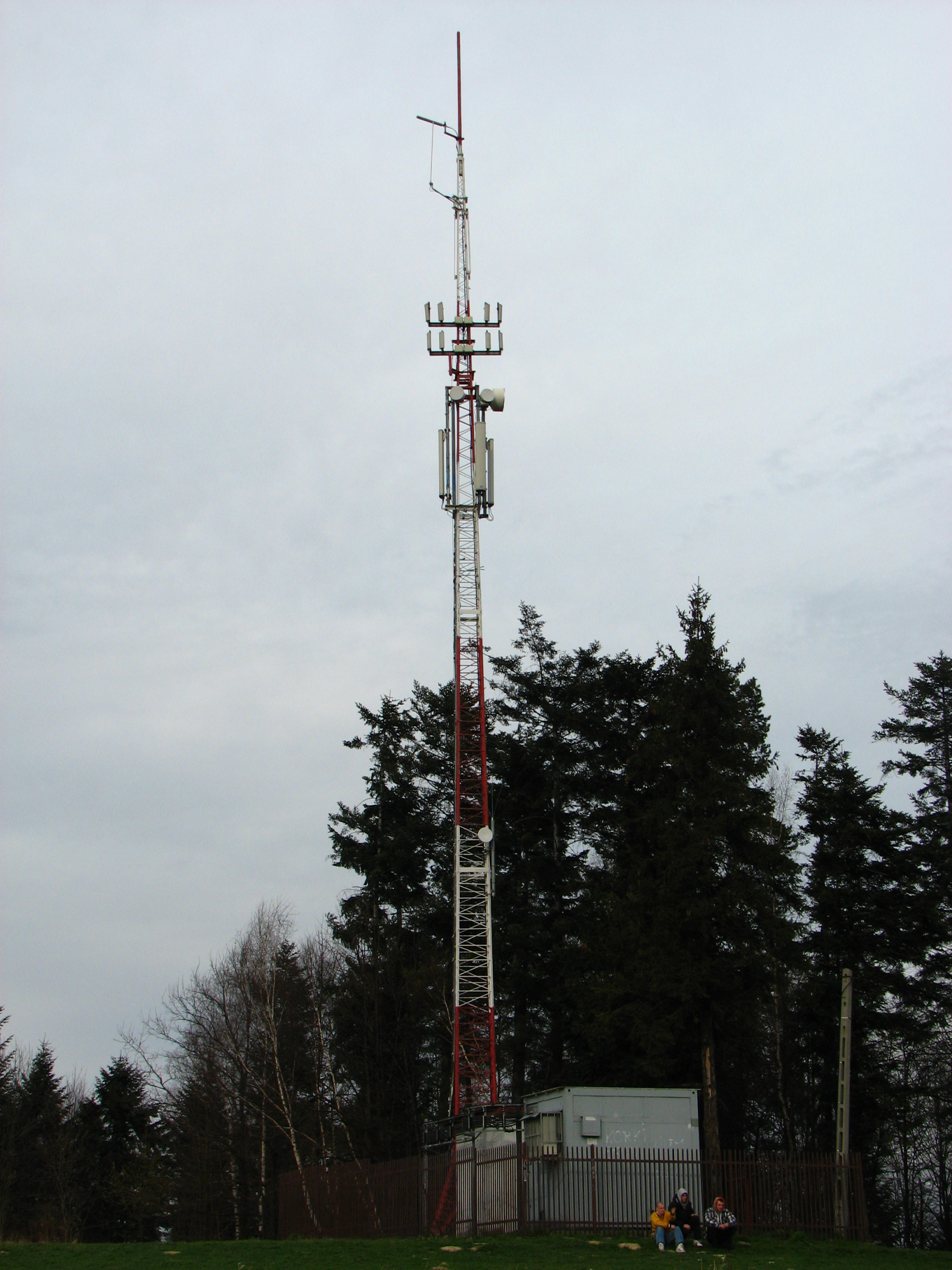
Maszt antenowy na szczycie góry Mużeń

Chruślice – osiedle w Nowym Sączu położone w północno-wschodniej części miasta, u podnóża góry Mużeń (449 m) na Pogórzu Rożnowskim, na wschód od środkowego biegu potoku Łubinka. Graniczy z osiedlami Kochanowskiego, Westerplatte, Gołąbkowice, Piątkowa oraz miejscowością Piątkowa.
Przez osiedle przebiegają szlaki turystyczne:
 PTTK: Nowy Sącz PKP – Mużeń – Rosochatka – Jaworze – Krzyżówka,
 PTT: Kamionka Wielka – Kunów – Falkowa – Mużeń – Januszowa – Librantowa – Klimkówka – Dąbrowska Góra.
Ze szczytu góry rozciąga się widok na panoramę Nowego Sącza, pasma Radziejowej, Jaworzyny, a przy dobrej pogodzie również Tatry i Gorce.
Na szczycie góry Mużeń znajduje się telewizyjna stacja retransmisyjna użytkowana obecnie przez Polską Telefonię Cyfrową). Właścicielem obiektu jest TP EmiTel. Z obiektu prowadzona jest emisja programu TV Puls (kanał 22) oraz Radia Eska Małopolska na 106.80.
W tej dzielnicy Nowego Sącza znajduje się również klub sportowy KS Chruślice. Powstały w 2003 grający obecnie w rozgrywkach A-klasy w sezonie 2010/11

## Historia
Nazwa osiedla pochodzi od nazwy osobowej „Chroślic”.
Niegdyś wieś szlachecka, w XV wieku była własnością Zawadzkich herbu Starykoń. Wzmiankowana u Jana Długosza w „Liber beneficjorum ...” jako „Chroslycze”. W czasach autonomii galicyjskiej istniała gmina Chruślice w Bezirk Neu-Sandec. 3 czerwca 1911 gminę Chruślice zniesiono, włączając jej obszar do gminy Gołąbkowice.
W granicach miasta od 1942 do 1951 roku oraz ponownie od marca 1977 roku. Od 1990 roku posiada obecny status osiedla.

## Galeria zdjęć

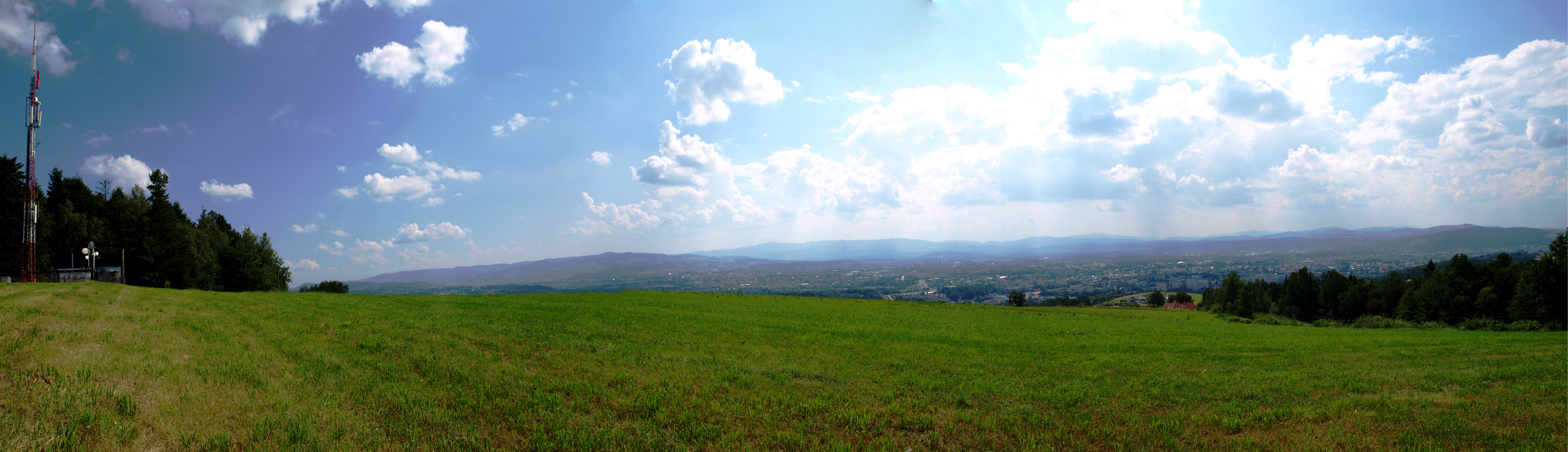
Panorama Nowego Sącza widoczna z Przekaźnika